# Cocamas
Los cocamas (en cocama: kukama) u omaguas son un pueblo indígena que habita actualmente en las riberas de los ríos Ucayali y Huallaga en el Perú, en la isla Ronda, en el río Amazonas, Colombia, y en el estado Amazonas del Brasil. Son unas quince mil personas. Están estrechamente emparentados con los cocamillas. 

## Historia
Son originarios del Brasil, pero ya en el siglo XVI habían migrado hasta el río Ucayali. Los cocamas llegaron al alto Amazonas como parte de los omaguas, de lengua tupí, que dominaban en el siglo XVI la navegación y el comercio por el gran río. Al principio se aliaron con los misioneros españoles pero en 1662 se rebelaron, siendo derrotados en 1666. Sufrieron varias epidemias, así como el reclutamiento forzado en las tropas españolas.

### Independencia de Latinoamérica
Tras la independencia peruana en 1824, los cocamas trabajaron como trabajadores forzados en las haciendas y en las industrias mineras y madereras. Después de la independencia, algunos regresaron a la zona del Ucayali, mientras que otros fueron a las regiones del Marañón, Pastaza, Nucuray y Urituyacu en busca de nuevas tierras de cultivo. Desde 1853 fueron utilizados como mano de obra en las haciendas de los colonos del Huallaga y luego sufrieron los efectos de la explotación del caucho en la región. Se cree que muchos emigraron al Brasil durante el auge del caucho. A finales del siglo XX era común encontrar a cocamas como obreros o jornaleros.

## Lengua
Su lengua forma parte de la familia tupí y fue profusamente estudiada por el filólogo español Lucas Espinosa.

## Economía
Su economía actual se basa en la agricultura y la pesca. Cultivan yuca dulce, maíz, fríjol, arroz y plátanos. Venden parte de lo que producen, especialmente pescado, madera, ganado vacuno, cerdos, gallinas y artesanías.

### Comercio
Dentro de sus actividades económicas tradicionales se encontraban la horticultura, la pesca y la caza de tortugas. En la actualidad la economía de los cocamas se basa principalmente en la agricultura y la pesca.
Una parte importante de la economía de este grupo es la pesca con fines comerciales Comercializan varios productos, tales como el arroz, la yuca, el plátano, el maíz y el frijol. Los cocamas también se dedican a la extracción forestal de maderas finas. Complementan estas actividades con la ganadería que fue introducida en los cocamas hace unas décadas

## Organización social
Su organización básica son los clanes patrilineales o «de sangre». Usan una terminología de parentesco del tipo iroqués, con matrimonio entre primos cruzados bilaterales, que implica intercambio simétrico entre dos clanes.
Su organización política se basa en un sistema central cuyas figuras de mayor autoridad son las del curaca y el cabildo del resguardo.
Los cocamas aunque no tienen una forma de gobierno adelantado tampoco tienen una demasiada atrasada. Aunque siguen practicando la patrilinealidad y la patriolocalidad por reglas de la familiaridad y residencia.

## En la actualidad
Las vidas de los cocamas cambian a lo largo del año porque sus dos estaciones, el verano y el invierno, son muy diferentes. Ambas estaciones son calurosas, pero cada invierno el río se hincha de 30 a 45 pies y se desborda por las riberas del río, inundando la aldea.